# Seznam danskih pevcev resne glasbe
Seznam danskih pevcev resne glasbe.

## E
- Susanne Elmark
- Poul Elming

## F
- Emmelie de Forest (kantavtorica/pop-pevka)

## G
- Nina Grieg

## H
- Aage Haugland

## J
- Eva Johansson

## K
- Lone Koppel

## M
- Lauritz Melchior

## N
- Inga Nielsen
- Niklas (kantavtor)

## O
- Agnes Obel (kantavtorica/pop-pevka)
- Edith Oldrup

## R
- Leif Roar
- Helge Rosvaenge